# Marienkirche (Stollberg)

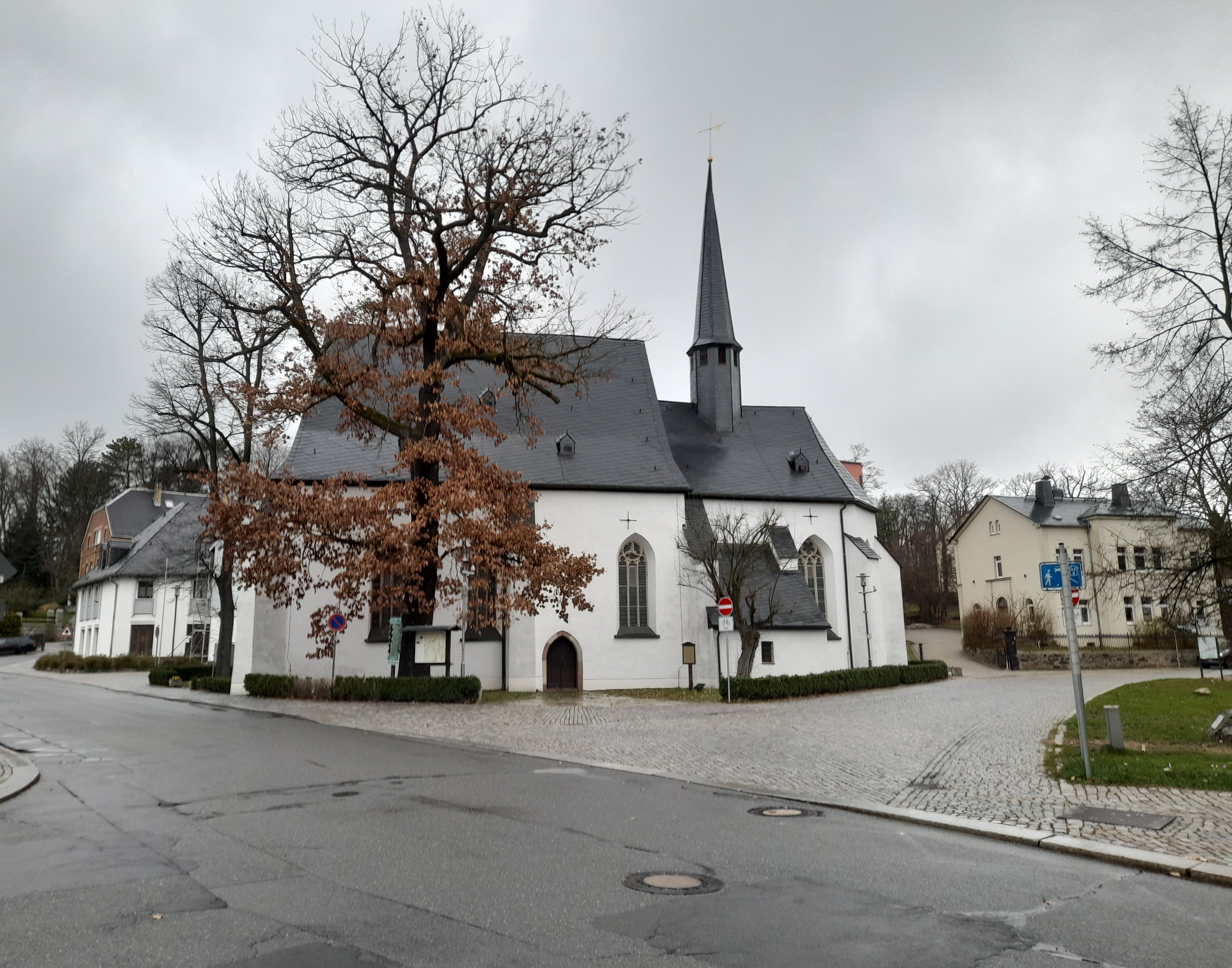
Marienkirche (Stollberg)

Die römisch-katholische  Marienkirche (auch: Mariä Geburt) ist eine im Kern spätromanische, zur Hallenkirche umgebaute Kirche in Stollberg/Erzgeb. im Erzgebirgskreis in Sachsen. Sie gehört zur Gemeinde St. Marien Stollberg im Dekanat Zwickau des Bistums Dresden-Meißen.

## Geschichte
Die spätromanische Anlage aus der Mitte des 13. Jahrhunderts war eine durch Grabung nachgewiesene große Saalkirche mit Chorquadrat und Apsis. Sie wurde in der ersten Hälfte des 15. Jahrhunderts zu einer zweischiffigen Hallenkirche umgebaut und um das Jahr 1450 eingewölbt. 
Mit der Reformation im Kurfürstentum Sachsen erfolgte der Übergang zur lutherischen Konfession. Danach wurde St. Marien überwiegend als Friedhofskirche genutzt. 1935 wurden Emporen eingezogen, die 1990 wieder entfernt wurden. Nach dem Zweiten Weltkrieg feierten katholische Vertriebene in der Kirche Gottesdienste. Das Gebäude verfiel jahrzehntelang, bis es 1987 von der katholischen Kirche gekauft wurde. Ab 1990 erfolgte eine tiefgreifende Sanierung, die am 25. März 1993 mit der Kirchweihe durch Bischof Joachim Reinelt ihren Abschluss fand.

## Architektur
Das Bauwerk ist ein Putzbau mit eingezogenem, dreiseitig geschlossenem Chor und Strebepfeilern, der durch einen schlanken Dachreiter mit Spitzhelm akzentuiert wird. Schlichte gotische Spitzbogenportale im Süden und Westen erschließen das Bauwerk, das durch Spitzbogenfenster mit reichem gotischen Maßwerk erhellt wird. An der Südseite des Chores ist die Sakristei angebaut, eine weitere Sakristei im Norden  stammt aus dem Jahr 1993.
Im Innern ist das Bauwerk eine zweischiffige dreijochige Pfeilerhalle mit Kreuzrippengewölbe. Der gedrückt spitzbogige Triumphbogen führt zum Chor mit kräftigen Kämpfern, in dem der östliche Pfeiler mit einem als Halbfigur gestalteten Engel an der Konsole eingestellt ist. Der Chor ist von einem zweijochigen Kreuzrippengewölbe geschlossen, das über Wanddiensten mit Kopfkonsole ansetzt. Die Schlusssteine im Chor zeigen einen Christuskopf und das Gotteslamm, im Schiff einen Christuskopf, eine Mondscheibe und Sonnensymbol sowie zwei Adelswappen und eine Laubwerkrosette. Die Ausmalung des 13. Jahrhunderts, die in den Jahren 1990–1993 restauriert wurde, zeigt an den Wänden Weihekreuze, in den Gewölbefeldern über der Kanzel geschweifte Blattranken und Fialen über dem Eingang zur Sakristei.

## Ausstattung
Das Hauptstück der Ausstattung ist ein spätgotischer Flügelaltar mit der Jahreszahl 1516. In der Predella ist eine gemalte Darstellung des Schweißtuchs der Veronika zu sehen, im Schrein Schnitzfiguren der Madonna zwischen den Heiligen Katharina und Barbara, in den Flügeln die Nothelfer. Die gemalten Rückseiten zeigen die Heiligen Apollonia und Ottilie. Die Holzkanzel aus der Zeit um 1600 zeigt auf den Brüstungsfeldern gemalte figürliche Darstellungen von Mose, Christus mit der Weltkugel und den Evangelisten.
Die Taufe aus Sandstein in Kelchform zeigt noch die Reste einer farbigen Fassung mit der Jahreszahl 1647. Eine Schnitzfigur des heiligen Wolfgang stammt vom Anfang des 16. Jahrhunderts. Eine aufwändige Doppelgrabplatte aus Sandstein wurde für die Töchter des Pfarrers Heckmann, Anna Barbara und Anna Maria, im Jahr 1626 geschaffen und zeigt eine figürliche Darstellung der verstorbenen Kinder mit Christus und einem Engel sowie eine reiche Rahmung im Ohrmuschelstil.
Die Orgel ist ein Werk von Emil Wiegand aus dem Jahr 1858 mit neun Registern auf einam Manual und Pedal.